# 華盛頓堡 (馬里蘭州)
華盛頓堡（英語：Fort Washington）是位於美國馬里蘭州佐治王子縣的一個普查規定居民點。

## 人口
根據2020年美國人口普查的數據，華盛頓堡的面積為42.92平方千米，當中陸地面積為35.73平方千米，而水域面積為7.19平方千米。當地共有人口24261人，而人口密度為每平方千米565.26人。